# Dicraeus rufostriatus
Dicraeus rufostriatus är en tvåvingeart som beskrevs av Nartshuk 1992. Dicraeus rufostriatus ingår i släktet Dicraeus och familjen fritflugor.
Artens utbredningsområde är Vietnam. Inga underarter finns listade i Catalogue of Life.